# Résolution 231 du Conseil de sécurité des Nations unies
Membres permanents
- Chine (Taïwan)
- États-Unis
- France
- Royaume-Uni
- URSS

Membres non permanents
- Argentine
- Bulgarie
- Jordanie
- Japon
- Mali
- Pays-Bas
- Nigeria
- Nouvelle-Zélande
- Ouganda
- Uruguay

Résolution no 230 Résolution no 232
La Résolution 231  est une résolution du Conseil de sécurité des Nations unies adoptée le 15 décembre 1966, dans sa 1338e séance, après avoir réaffirmé les résolutions antérieures sur le sujet, le Conseil a prorogé le stationnement à Chypre de la Force des Nations unies chargée du maintien de la paix à Chypre (UNFICYP pour United Nations Peacekeeping Force in Cyprus) pour une période supplémentaire de six mois, qui s'achèvera  le 26 juin 1967.
Le Conseil a également appelé les parties directement concernées à continuer à agir avec la plus grande retenue et de coopérer pleinement avec la force de maintien de la paix.

## Vote
La résolution a été approuvée à l'unanimité.

## Texte
- Résolution 231 Sur fr.wikisource.org
- Résolution 231 Sur en.wikisource.org